# ملوان زبل: عجله برای اسفناج
ملوان زبل: عجله برای اسفناج (به انگلیسی: Popeye: Rush for Spinach) یک بازی ویدئویی در ژانر سکوبازی و مسابقه‌ای است که توسط استودیوی فرانسوی مجیک پاکتس توسعه یافته و به‌وسیلهٔ نامکو در سال ۲۰۰۵ منتشر شده‌است. این بازی برگرفته از کمیک بوک‌های ملوان زبل برای کنسول دستی گیم بوی ادونس در آمریکای شمالی منتشر شد. این بازی یک سال بعد، توسط آتاری اس‌ای در اروپا منتشر شد.

## بازخوردها
| گردآورنده | امتیاز |
| --------- | ------ |
| متاکریتیک | 48/100 |

این بازی از سوی سایت متاکریتیک، ۴۸ از ۱۰۰ دریافت کرد. ناگفته نماند که گرافیک این بازی توسط منتقدان مورد تحسین قرار گرفت اما از گیم‌پلی تکراری و طولانی‌اش انتقاد شد.